# لويس فيغيروا
لويس فيغيروا (بالإنجليزية: Luis Figueroa)‏ هو لاعب كرة قاعدة أمريكي، ولد في 16 فبراير 1974 في بايامون في الولايات المتحدة.

## وصلات خارجية
- لويس فيغيروا على موقع دوري كرة القاعدة الرئيسي (الإنجليزية)
- لويس فيغيروا على موقعبيزبول رفرنس.كوم (الدوري الرئيسي) (الإنجليزية)
- لويس فيغيروا على موقعبيزبول رفرنس.كوم (الدوري الثانوي) (الإنجليزية)
- لويس فيغيروا على موقع إي إس بي إن.كوم (أم.أل.بي) (الإنجليزية)
- لويس فيغيروا على موقع مشجعي الرسوم البيانية (الإنجليزية)